# Туоне Удайна
Туоне Удайна (далмат. Tuone Udaina, італ. Antonio Udina; 1821, Крк — 10 липня 1898, там само) — вважається останнім носієм далматинської мови.

## Біографічні відомості
Для дослідників він був головним джерелом відомостей про діалект острова Велья (зараз Крк, Хорватія), на якому розмовляли його батьки. На Крку він прожив все життя, працюючи перукарем; незадовго до його смерті з ним цілком випадково зустрівся туринський лінгвіст Маттео Бартолі. У 1906 році він оприлюднив свої дослідження в докторській дисертації, яку захищав у Віденському університеті під назвою «Далматинська мова: старороманські мовні релікти від Вел'ї до Рагузи і їхнє місце у Апеніно-Балканській Романії» (нім. Das Dalmatische: altromanische Sprachreste von Veglia bis Ragusa und ihre Stellung in der Apennino-Balkanischen Romania).
Про Туоне Удайну він писав, що його ніякою мірою не можна було назвати ідеальним інформатором — далматинська мова (у її вельотському різновиді) не була його рідною мовою, він вивчив її лише з розмов своїх батьків проміж собою; сам же він повсякденно розмовляв венеційською мовою. До того ж під час зустрічі з дослідником він був вже старий, глухий і без зубів, і не мав нагоди розмовляти далматинською мовою протягом останніх двадцяти років. 10 липня 1898 року він загинув від вибуху міни, встановленої терористом-анархістом. Трагічна смерть Туоне Удайни перервала дослідження Бартолі; зі смертю останнього носія далматинська мова стала остаточно мертвою.